# Brandt (Dakota del Sud)
Brandt és una població dels Estats Units a l'estat de Dakota del Sud. Segons el cens del 2000 tenia 113 habitants.

## Demografia
Segons el cens del 2000, Brandt tenia 113 habitants, 51 habitatges, i 29 famílies. La densitat de població era de 34,9 habitants per km².
Dels 51 habitatges en un 33,3% hi vivien nens de menys de 18 anys, en un 47,1% hi vivien parelles casades, en un 3,9% dones solteres, i en un 43,1% no eren unitats familiars. En el 39,2% dels habitatges hi vivien persones soles el 23,5% de les quals corresponia a persones de 65 anys o més que vivien soles. El nombre mitjà de persones vivint en cada habitatge era de 2,22 i el nombre mitjà de persones que vivien en cada família era de 3.
Per edats la població es repartia de la següent manera: un 27,4% tenia menys de 18 anys, un 7,1% entre 18 i 24, un 38,1% entre 25 i 44, un 13,3% de 45 a 60 i un 14,2% 65 anys o més.
L'edat mediana era de 36 anys. Per cada 100 dones de 18 o més anys hi havia 95,2 homes.
La renda mediana per habitatge era de 30.417 $ i la renda mediana per família de 31.250 $. Els homes tenien una renda mediana de 23.750 $ mentre que les dones 13.750 $. La renda per capita de la població era de 15.358 $. Entorn del 21,1% de les famílies i el 21,2% de la població estaven per davall del llindar de pobresa.

## Poblacions més properes
El següent diagrama mostra les poblacions més properes.